# Хавер де Грејс (Мериленд)
Хавер де Грејс (енгл. Havre de Grace) град је у америчкој савезној држави Мериленд.

## Демографија
По попису из 2010. године број становника је 12.952, што је 1.621 (14,3%) становника више него 2000. године.
| Група             | 2000.         | 2010.         |
| Белци             | 8.875 (78,3%) | 9.488 (73,3%) |
| Афроамериканци    | 1.830 (16,2%) | 2.170 (16,8%) |
| Азијати           | 146 (1,3%)    | 310 (2,4%)    |
| Хиспаноамериканци | 241 (2,1%)    | 608 (4,7%)    |
| Укупно            | 11.331        | 12.952        |